# Маломир (Шуменская область)
Маломир (болг. Маломир) — село в Болгарии. Находится в Шуменской области, входит в общину Вырбица. Население составляет 514 человек.

## Политическая ситуация
В местном кметстве Маломир, в состав которого входит Маломир, должность кмета (старосты) исполняет Билял Ресимов Лешков (Движение за права и свободы (ДПС)) по результатам выборов правления кметства.
Кмет (мэр) общины Вырбица — Исмаил Мехмед Мехмед Движение за права и свободы (ДПС)) по результатам выборов в правление общины.